# Discographie de George Michael
La discographie du chanteur britannique George Michael se compose de cinq albums studio, un album Live, un EP, deux compilations et une quarantaine de singles.
Il commence sa carrière au sein du groupe Wham!, qui sort son premier album en 1983 et connaît aussitôt un succès international. Après avoir sorti deux singles à son nom (Careless Whisper et A Different Corner, tous deux classés n°1), George Michael décide de mener une carrière solo et le groupe se sépare en 1986.
Le chanteur publie son premier album en 1987, Faith, qui se vend à plus de 20 millions d'exemplaires et est certifié disque de diamant aux États-Unis et au Canada. Ses albums suivants connaissent également un succès international, et plusieurs de ses chansons se classent n°1 dans différents pays, à l'instar de I Knew You Were Waiting (For Me) (avec Aretha Franklin), I Want Your Sex, Faith, One More Try, Monkey, Praying for Time, Don't Let the Sun Go Down on Me (avec Elton John), Somebody to Love (avec Queen), Jesus to a Child, Fastlove, Freeek! ou encore Amazing.
George Michael a vendu plus de 120 millions de disques dans le monde.

## Albums

### Albums studio
| Album                                               | Classements                                                            | Classements | Classements | Classements | Classements | Classements | Classements | Classements | Classements | Classements | Classements | Classements | Classements | Classements | Classements | Classements | Certifications                                                       | Ventes mondiales |
| Album                                               | É-U                                                                    | CAN         | R-U         | IRL         | FRA         | ESP         | ITA         | SUI         | BE/W        | BE/F        | P-B         | ALL         | AUT         | SUE         | AUS         | N-Z         | Certifications                                                       | Ventes mondiales |
| --------------------------------------------------- | ---------------------------------------------------------------------- | ----------- | ----------- | ----------- | ----------- | ----------- | ----------- | ----------- | ----------- | ----------- | ----------- | ----------- | ----------- | ----------- | ----------- | ----------- | -------------------------------------------------------------------- | ---------------- |
| Faith - Label : Columbia                            | 1                                                                      | 1           | 1           | N/D         | 5           | 1           | 2           | 4           | N/D         | N/D         | 1           | 3           | 3           | 4           | 3           | 3           | : Diamant : Diamant : 4x Platine : 2x Platine : Or : 5x Platine      | 20 000 000       |
| Listen Without Prejudice, Vol. 1 - Label : Columbia | 2                                                                      | 5           | 1           | 2           | 2           | 2           | 6           | 3           | N/D         | N/D         | 2           | 7           | 5           | 3           | 2           | 2           | : 2x Platine : 2x Platine : 4x Platine : Platine : Or : 2x Platine   | 8 000 000        |
| Older - Label : Virgin                              | 6                                                                      | 5           | 1           | 2           | 1           | 1           | 2           | 2           | 2           | 3           | 1           | 3           | 1           | 1           | 1           | 1           | : Platine : 2x Platine : 6x Platine : Platine : Platine : 2x Platine | 8 650 000        |
| Songs from the Last Century - Label : Virgin        | 157                                                                    | 33          | 2           | 7           | 7           | 11          | 2           | 6           | 4           | 11          | 6           | 4           | 12          | 16          | 12          | 8           | : Or : 2x Platine : 2x Or : Or : Or                                  | 3 600 000        |
| Patience - Label : Sony                             | 12                                                                     | 4           | 1           | 2           | 4           | 4           | 1           | 2           | 4           | 5           | 1           | 1           | 3           | 1           | 2           | 2           | : 2x Platine : Or : Platine : Platine                                | 4 000 000        |
|                                                     | Le sigle « N/D » signifie que les classements ne sont pas disponibles. |             |             |             |             |             |             |             |             |             |             |             |             |             |             |             |                                                                      |                  |

### AlbumLive
| Album                           | Classements | Classements | Classements | Classements | Classements | Classements | Classements | Classements | Classements | Classements | Classements | Classements | Classements | Classements | Classements | Classements | Certifications | Ventes mondiales |
| Album                           | É-U         | CAN         | R-U         | IRL         | FRA         | ESP         | ITA         | SUI         | BE/W        | BE/F        | P-B         | ALL         | AUT         | SUE         | AUS         | N-Z         | Certifications | Ventes mondiales |
| ------------------------------- | ----------- | ----------- | ----------- | ----------- | ----------- | ----------- | ----------- | ----------- | ----------- | ----------- | ----------- | ----------- | ----------- | ----------- | ----------- | ----------- | -------------- | ---------------- |
| Symphonica - Label : Virgin EMI | 60          | -           | 1           | 1           | 15          | 16          | 2           | 6           | 4           | 3           | 2           | 6           | 7           | -           | 11          | 14          | : Or           | 500 000          |

### EP
| Album                                                          | Classements                                                            | Classements | Classements | Classements | Classements | Classements | Classements | Classements | Classements | Classements | Classements | Classements | Classements | Classements | Classements | Classements | Certifications | Ventes mondiales |
| Album                                                          | É-U                                                                    | CAN         | R-U         | IRL         | FRA         | ESP         | ITA         | SUI         | BE/W        | BE/F        | P-B         | ALL         | AUT         | SUE         | AUS         | N-Z         | Certifications | Ventes mondiales |
| -------------------------------------------------------------- | ---------------------------------------------------------------------- | ----------- | ----------- | ----------- | ----------- | ----------- | ----------- | ----------- | ----------- | ----------- | ----------- | ----------- | ----------- | ----------- | ----------- | ----------- | -------------- | ---------------- |
| Five Live (avec Queen et Lisa Stansfield) - Label : Parlophone | 46                                                                     | 32          | 1           | 1           | 12          | 1           | 6           | 6           | N/D         | N/D         | 2           | 7           | 5           | 3           | 2           | 2           | : Or : Or : Or | 2 200 000        |
|                                                                | Le sigle « N/D » signifie que les classements ne sont pas disponibles. |             |             |             |             |             |             |             |             |             |             |             |             |             |             |             |                |                  |

### Compilations
| Album                                                         | Classements | Classements | Classements | Classements | Classements | Classements | Classements | Classements | Classements | Classements | Classements | Classements | Classements | Classements | Classements | Classements | Certifications                                                           | Ventes mondiales |
| Album                                                         | É-U         | CAN         | R-U         | IRL         | FRA         | ESP         | ITA         | SUI         | BE/W        | BE/F        | P-B         | ALL         | AUT         | SUE         | AUS         | N-Z         | Certifications                                                           | Ventes mondiales |
| ------------------------------------------------------------- | ----------- | ----------- | ----------- | ----------- | ----------- | ----------- | ----------- | ----------- | ----------- | ----------- | ----------- | ----------- | ----------- | ----------- | ----------- | ----------- | ------------------------------------------------------------------------ | ---------------- |
| Ladies & Gentlemen: The Best of George Michael - Label : Sony | 24          | 10          | 1           | 1           | 1           | 4           | 2           | 5           | 3           | 2           | 2           | 3           | 2           | 2           | 2           | 3           | : 2x Platine : 2x Platine : 9x Platine : 2x Platine : 3x Or : 7x Platine | 11 000 000       |
| Twenty Five - Label : Sony                                    | 12          | 10          | 1           | 3           | 4           | 10          | 2           | 2           | 2           | 2           | 2           | 13          | 19          | 3           | 9           | 18          | : 5x Platine : Or : Or : 2x Platine                                      | 2 500 000        |

## Singles

### Années 1980
| Année | Single                                                  | Classements | Classements | Classements | Classements | Classements | Classements | Classements | Classements | Classements | Classements | Classements | Classements | Classements | Classements | Classements | Classements | Album                         |
| Année | Single                                                  | É-U | CAN         | R-U         | IRL         | FRA         | ESP         | ITA         | SUI         | BE/W        | BE/F        | P-B         | ALL         | AUT         | SUE         | AUS         | N-Z         | Album                         |
| ----- | ------------------------------------------------------- | --- | ----------- | ----------- | ----------- | ----------- | ----------- | ----------- | ----------- | ----------- | ----------- | ----------- | ----------- | ----------- | ----------- | ----------- | ----------- | ----------------------------- |
| 1984  | Careless Whisper                                        | 1 | 1           | 1           | 1           | 3           | 11          | 1           | 1           | N/D         | 2           | 1           | 3           | 2           | 2           | 1           | 3           | Make It Big                   |
| 1986  | A Different Corner                                      | 7 | 1           | 1           | 2           | 16          | 28          | 2           | 3           | N/D         | 2           | 2           | 7           | 6           | 18          | 4           | 3           | Music from the Edge of Heaven |
| 1987  | I Knew You Were Waiting (For Me) (avec Aretha Franklin) | 1 | 4           | 1           | 1           | -           | 14          | 13          | 5           | N/D         | 1           | 1           | 5           | 9           | 4           | 1           | 3           | Aretha                        |
| 1987  | I Want Your Sex                                         | 2 | 2           | 3           | 1           | 11          | 4           | 2           | 4           | N/D         | 1           | 1           | 5           | 4           | 9           | 2           | 2           | Faith                         |
| 1987  | Faith                                                   | 1 | 1           | 2           | 2           | 22          | 3           | 1           | 4           | N/D         | 1           | 1           | 5           | 4           | 9           | 1           | 1           | Faith                         |
| 1987  | Hard Day                                                | - | X           | X           | X           | X           | X           | X           | X           | X           | X           | X           | X           | X           | X           | -           | X           | Faith                         |
| 1988  | Father Figure                                           | 1 | 2           | 11          | 2           | 37          | 4           | 14          | 13          | N/D         | 2           | 2           | 18          | 17          | -           | 5           | 7           | Faith                         |
| 1988  | One More Try                                            | 1 | 1           | 8           | 1           | 5           | 20          | 11          | 4           | N/D         | 3           | 4           | 22          | 19          | 4           | 34          | 8           | Faith                         |
| 1988  | Monkey                                                  | 1 | 1           | 13          | 8           | 34          | 23          | 25          | 5           | N/D         | 5           | 7           | 24          | 22          | -           | 12          | 9           | Faith                         |
| 1988  | Kissing a Fool                                          | 5 | 7           | 18          | 9           | 45          | 28          | -           | -           | N/D         | 10          | 13          | 44          | -           | -           | 55          | -           | Faith                         |
|       |                                                         | Le sigle « N/D » signifie que les classements ne sont pas disponibles. Le sigle « X » signifie que le titre n'est pas sorti en single dans ce pays. |             |             |             |             |             |             |             |             |             |             |             |             |             |             |             |                               |

### Années 1990
| Année | Single                                            | Classements | Classements | Classements | Classements | Classements | Classements | Classements | Classements | Classements | Classements | Classements | Classements | Classements | Classements | Classements | Classements | Album                                          |
| Année | Single                                            | É-U | CAN         | R-U         | IRL         | FRA         | ESP         | ITA         | SUI         | BE/W        | BE/F        | P-B         | ALL         | AUT         | SUE         | AUS         | N-Z         | Album                                          |
| ----- | ------------------------------------------------- | --- | ----------- | ----------- | ----------- | ----------- | ----------- | ----------- | ----------- | ----------- | ----------- | ----------- | ----------- | ----------- | ----------- | ----------- | ----------- | ---------------------------------------------- |
| 1990  | Praying for Time                                  | 1 | 1           | 6           | 3           | 19          | -           | 5           | 6           | N/D         | 4           | 11          | 19          | 20          | 9           | 16          | 8           | Listen Without Prejudice, Vol. 1               |
| 1990  | Freedom! '90                                      | 8 | 1           | 28          | 17          | 23          | -           | 21          | -           | N/D         | 26          | 15          | 41          | 25          | 20          | 18          | 13          | Listen Without Prejudice, Vol. 1               |
| 1990  | Waiting for That Day                              | 27 | 9           | 23          | 11          | -           | -           | -           | -           | N/D         | -           | 79          | -           | -           | -           | 50          | -           | Listen Without Prejudice, Vol. 1               |
| 1991  | Heal the Pain                                     | X | X           | 31          | 16          | -           | -           | -           | -           | N/D         | 36          | 25          | -           | -           | -           | X           | X           | Listen Without Prejudice, Vol. 1               |
| 1991  | Cowboys and Angels                                | X | X           | 45          | 15          | 36          | -           | -           | -           | N/D         | 26          | 20          | -           | -           | -           | X           | X           | Listen Without Prejudice, Vol. 1               |
| 1991  | Soul Free                                         | X | X           | X           | X           | X           | X           | X           | X           | X           | X           | X           | X           | X           | X           | -           | -           | Listen Without Prejudice, Vol. 1               |
| 1991  | Don't Let the Sun Go Down on Me (avec Elton John) | 1 | 1           | 1           | 2           | 1           | 8           | 1           | 1           | N/D         | 1           | 1           | 4           | 2           | 2           | 3           | 4           | Duets                                          |
| 1992  | Too Funky                                         | 10 | 6           | 4           | 5           | 5           | -           | 2           | 6           | N/D         | 2           | 3           | 12          | 9           | 7           | 3           | 5           | Red Hot + Dance                                |
| 1993  | Somebody to Love (avec Queen)                     | 30 | 13          | 1           | 1           | 16          | 1           | 9           | -           | N/D         | 8           | 6           | 21          | 15          | -           | 19          | 8           | Five Live                                      |
| 1993  | Killer / Papa Was a Rollin' Stone                 | 69 | 19          | -           | -           | X           | X           | X           | X           | X           | X           | X           | X           | X           | X           | X           | X           | Five Live                                      |
| 1996  | Jesus to a Child                                  | 7 | 10          | 1           | 1           | 7           | 1           | 2           | 4           | 2           | 3           | 2           | 12          | 11          | 2           | 1           | 5           | Older                                          |
| 1996  | Fastlove                                          | 8 | 4           | 1           | 5           | 10          | 1           | 1           | 13          | 8           | 25          | 12          | 25          | 13          | 7           | 1           | 5           | Older                                          |
| 1996  | Spinning the Wheel                                | X | X           | 2           | 14          | X           | 1           | 10          | 24          | 27          | 36          | 24          | 67          | 29          | 18          | 14          | 17          | Older                                          |
| 1997  | Older                                             | X | X           | 3           | 6           | -           | 3           | -           | -           | -           | -           | 46          | -           | -           | 60          | 61          | -           | Older                                          |
| 1997  | Star People                                       | - | -           | 2           | 7           | -           | 4           | -           | 28          | -           | -           | 40          | 64          | 37          | 37          | 51          | -           | Older                                          |
| 1997  | Waltz Away Dreaming (avec Toby Bourke)            | X | X           | 10          | -           | -           | -           | -           | -           | -           | -           | -           | -           | -           | -           | -           | -           | Room 21                                        |
| 1997  | You Have Been Loved                               | X | X           | 2           | 11          | -           | -           | -           | -           | -           | -           | 44          | -           | -           | 53          | 75          | -           | Older                                          |
| 1998  | Outside                                           | - | -           | 2           | 7           | 26          | 1           | 3           | 19          | 12          | 20          | 14          | 30          | 17          | 15          | 13          | 11          | Ladies & Gentlemen: The Best of George Michael |
| 1999  | As (avec Mary J. Blige)                           | X | X           | 4           | 12          | 27          | 5           | 8           | 22          | 34          | 42          | 9           | 38          | -           | 27          | 45          | 21          | Ladies & Gentlemen: The Best of George Michael |
|       |                                                   | Le sigle « N/D » signifie que les classements ne sont pas disponibles. Le sigle « X » signifie que le titre n'est pas sorti en single dans ce pays. |             |             |             |             |             |             |             |             |             |             |             |             |             |             |             |                                                |

### Années 2000
| Année | Single                                    | Classements                                                                  | Classements | Classements | Classements | Classements | Classements | Classements | Classements | Classements | Classements | Classements | Classements | Classements | Classements | Classements | Classements | Album                      |
| Année | Single                                    | É-U                                                                          | CAN         | R-U         | IRL         | FRA         | ESP         | ITA         | SUI         | BE/W        | BE/F        | P-B         | ALL         | AUT         | SUE         | AUS         | N-Z         | Album                      |
| ----- | ----------------------------------------- | ---------------------------------------------------------------------------- | ----------- | ----------- | ----------- | ----------- | ----------- | ----------- | ----------- | ----------- | ----------- | ----------- | ----------- | ----------- | ----------- | ----------- | ----------- | -------------------------- |
| 2000  | If I Told You That (avec Whitney Houston) | X                                                                            | X           | 9           | 25          | -           | 18          | 9           | 33          | 25          | 41          | 31          | 58          | -           | 44          | 37          | -           | Whitney: The Greatest Hits |
| 2002  | Freeek!                                   | X                                                                            | X           | 7           | 14          | 7           | 1           | 1           | 2           | 11          | 21          | 12          | 7           | 7           | 26          | 5           | 15          | Patience                   |
| 2002  | Shoot the Dog                             | X                                                                            | 31          | 12          | 23          | 59          | 4           | 5           | 14          | -           | 46          | 26          | 44          | 41          | 39          | 36          | -           | Patience                   |
| 2004  | Amazing                                   | -                                                                            | 3           | 4           | 4           | 37          | 1           | 1           | 10          | 34          | 23          | 9           | 19          | 23          | 16          | 6           | 30          | Patience                   |
| 2004  | Flawless (Go to the City)                 | -                                                                            | 21          | 8           | 23          | -           | 2           | 7           | 36          | -           | 35          | 30          | 54          | 72          | -           | 26          | -           | Patience                   |
| 2004  | Round Here                                | -                                                                            | -           | 32          | -           | -           | -           | 30          | 55          | -           | -           | -           | -           | -           | -           | -           | -           | Patience                   |
| 2005  | John and Elvis Are Dead                   | -                                                                            | -           | -           | -           | -           | -           | -           | -           | -           | -           | -           | -           | -           | -           | -           | -           | Patience                   |
| 2006  | An Easier Affair                          | -                                                                            | -           | 13          | 20          | 87          | -           | 1           | 28          | -           | -           | 37          | 44          | 58          | 23          | 36          | -           | Twenty Five                |
| 2006  | This Is Not Real Love (avec Mutya Buena)  | -                                                                            | -           | 15          | 27          | -           | -           | 4           | 36          | -           | 41          | 32          | -           | 62          | -           | -           | -           | Twenty Five                |
| 2009  | December Song (I Dreamed of Christmas)    | -                                                                            | -           | 14          | 40          | -           | -           | -           | -           | -           | -           | 18          | 67          | 63          | 43          | -           | -           |                            |
|       |                                           | Le sigle « X » signifie que le titre n'est pas sorti en single dans ce pays. |             |             |             |             |             |             |             |             |             |             |             |             |             |             |             |                            |

### Années 2010
| Année | Single                                | Classements | Classements | Classements | Classements | Classements | Classements | Classements | Classements | Classements | Classements | Classements | Classements | Classements | Classements | Classements | Classements | Album          |
| Année | Single                                | É-U         | CAN         | R-U         | IRL         | FRA         | ESP         | ITA         | SUI         | BE/W        | BE/F        | P-B         | ALL         | AUT         | SUE         | AUS         | N-Z         | Album          |
| ----- | ------------------------------------- | ----------- | ----------- | ----------- | ----------- | ----------- | ----------- | ----------- | ----------- | ----------- | ----------- | ----------- | ----------- | ----------- | ----------- | ----------- | ----------- | -------------- |
| 2011  | True Faith                            | -           | -           | 37          | -           | -           | -           | -           | -           | -           | -           | 38          | -           | -           | -           | -           | -           |                |
| 2012  | White Light                           | -           | -           | 15          | 32          | 73          | 35          | 25          | 34          | -           | 50          | 6           | 21          | 53          | -           | 88          | -           |                |
| 2014  | Let Her Down Easy                     | -           | -           | 53          | -           | -           | -           | -           | -           | -           | -           | -           | -           | -           | -           | -           | -           | Symphonica     |
| 2014  | Going to a Town                       | -           | -           | -           | -           | -           | -           | -           | -           | -           | -           | -           | -           | -           | -           | -           | -           | Symphonica     |
| 2019  | This Is How (We Want You to Get High) | -           | -           | -           | -           | -           | -           | -           | -           | -           | -           | -           | -           | -           | -           | -           | -           | Last Christmas |

### Singles promotionnels
- 1999 : Roxanne
- 1999 : Miss Sarajevo
- 2011 : You and I

## Vidéos

### Compilations de clips
- 1987 : I Want Your Sex – George Michael
- 1988 : Faith – George Michael
- 1999 : Ladies & Gentlemen: The Best of George Michael
- 2002 : George Michael – Shoot The Dog / Freeek!
- 2006 : George Michael – Twenty Five

### Concerts
- 1987 : Stand By Me (Benefit Concert)
- 1988 : Nelson Mandela 70th Birthday Tribute
- 2004 : Live Aid
- 2005 : Live 8: One Day, One Concert, One World
- 2009 : Live in London
- 2011 : George Michael: Live in Rio
- 2013 : The Freddie Mercury Tribute Concert
- 2014 : George Michael at the Palais Garnier, Paris